# Coupe d'Allemagne de football 1961
Navigation
Édition précédente Édition suivante
La coupe d'Allemagne de football 1961 est la dix huitième édition dans l'histoire de la compétition. La finale a lieu à Gelsenkirchen au  Glückauf-Kampfbahn. 
Le Werder de Brême remporte le trophée pour la première fois. Il bat en finale le 1. FC Kaiserslautern sur le score de 2 buts à 0.

## Huitièmes de finale
Résultats des huitièmes de finale
| Date           | Domicile             | Extérieur           | score     |
| -------------- | -------------------- | ------------------- | --------- |
| 28 - 07 - 1961 | Eintracht Francfort  | 1. FC Cologne       | 2 -3 a.p. |
| 29 - 07 - 1961 | SV Tasmania Berlin   | Altona 93           | 4- 1      |
| 29 - 07 - 1961 | 1. FC Saarbrücken    | Werder Brême        | 0 -1      |
| 29 - 07 - 1961 | 1. FC Kaiserslautern | Heider SV           | 2- 0      |
| 29 - 07 - 1961 | Hamborn 07           | SV Waldhof Mannheim | 3- 1      |
| 29 - 07 - 1961 | Karlsruher SC        | Wuppertaler SV      | 7- 2      |
| 29 - 07 - 1961 | FK Pirmasens         | VfL Bochum          | 3 - 2     |
| 29 - 07 - 1961 | VfV 06 Hildesheim    | VfB Stuttgart       | 1 - 2     |

## Quarts de finale
Résultats des quarts de finale
| Date           | Domicile             | Extérieur          | Score    |
| -------------- | -------------------- | ------------------ | -------- |
| 16 - 08 - 1961 | VfB Stuttgart        | Karlsruher SC      | 0-1      |
| 16 - 08 - 1961 | Werder Brême         | 1. FC Cologne      | 3-2      |
| 16 - 08 - 1961 | 1. FC Kaiserslautern | SV Tasmania Berlin | 2-1 a.p. |
| 16 - 08 - 1961 | Hamborn 07           | FK Pirmasens       | 3-2 a.p. |

## Demi-finales
Résultats des demi-finales
| Date           | Domicile     | Extérieur            | Score    |
| -------------- | ------------ | -------------------- | -------- |
| 23 - 08 - 1961 | Hamborn 07   | 1. FC Kaiserslautern | 1-2      |
| 23 - 08 - 1961 | Werder Brême | Karlsruher SC        | 3-2 a.p. |

## Finale
| Entraîneur :  |
| Georg Knöpfle |

| Entraîneur :   |
| Günter Brocker |

| Entraîneur :  |
| Georg Knöpfle |

| Entraîneur :   |
| Günter Brocker |